# Хирино (Рязанский район)
Хирино — деревня в Рязанском районе Рязанской области. Входит в Тюшевское сельское поселение.

## География
Находится в северо-западной части Рязанской области на расстоянии приблизительно 9 км на запад-северо-запад по прямой от вокзала станции Рязань II.

## История
На карте 1850 года показана как поселение с 8 дворами. В 1859 году здесь (тогда деревня Рязанского уезда Рязанской губернии) было учтено 12 дворов , в 1897 — 33.

## Население
Численность населения: 61 человек (1859 год), 278 (1897), 783 в 2002 году (русские 88 %), 929 в 2010.